# Fermín María Álvarez
Fermín María Álvarez Mediavilla (Zaragoza, 1833 — Barcelona, 15 de julio de 1898) fue un abogado, compositor y pianista amateur español de origen aragonés. Famoso por sus composiciones de música de cámara, especialmente para piano solo y para voz y piano, así como por las reuniones que celebraba en su salón particular en la Calle de Fuencarral, Madrid.

## Biografía
A pesar de haber nacido en Zaragoza, su familia se trasladó a Palamós (Gerona) cuando él era un niño. En esa ciudad comenzó una formación musical rutinaria. Se sabe que realizó un viaje a Cuba, donde conoció a músicos como Nicolás Ruiz Espadero y Teresa Carreño. 
Después de dicho viaje se estableció en Madrid, donde contrajo matrimonio con Eulalia Goicoerrotea, aristócrata y excelente cantante aficionada. Desde el momento en que se afincó en la capital española se dedicó a la promoción de jóvenes artistas, ofreciendo a esta finalidad grandes sumas de dinero. De igual forma contribuyó a la dinamización de la vida musical de la ciudad celebrando reuniones filarmónicas que al tiempo se volverían famosas.
Sus reuniones de salón fueron una plataforma de impulso para músicos como Felipe Pedrell, José Inzenga y Miguel Marqués. En ellas se celebraban conciertos, audiciones, primicias de estrenos próximos y, ocasionalmente, se representaba alguna obra teatral u operística, tal como fue el caso de la ópera cómica El médico a palos de Gounod, que se interpretó en 1872 en su salón situado en la Calle de Fuencarral, en una versión reinstrumentada por el propio Álvarez.
Cabe agregar que a estas tertulias no solamente asistieron músicos, sino también poetas, periodistas y pintores tales como Manuel del Palacio y Eusebio Blasco, entre otros. Fue en una de estas reuniones que Pedrell tuvo la ocasión de trabar amistad con Álvarez. Fruto de esto fue una audición de obras inéditas del músico catalán, con motivo de su próximo estreno en el Teatro Real de Madrid en 1876. En dicho encuentro, Pedrell pudo conocer a Hilarión Eslava, Francisco A. Barbieri, Emilio Arrieta y José Inzenga.
Cada año la familia de los Álvarez realizaba un viaje a París, donde se relacionaban con la élite musical de dicha ciudad, destacando su amistad con Rossini, Auber y Meyerbeer.
Murió el 15 de julio de 1898 en su casa de Gracia, Barcelona.

## Obra
La música que se interpretaba en las tertulias de los Álvarez era usual en los salones de la segunda mitad del siglo XIX: algunas obras de cámara, música para piano (generalmente obras virtuosas del género de la variación y la fantasía sobre temas operísticos conocidos), y también música para voz y piano. Estas últimas solían ser interpretadas por los asistentes, ya fuesen amateurs o profesionales, y solían ser arias o cavatinas de ópera, así como romanzas de zarzuelas, o canciones españolas.
Según Begoña Gimeno Arlanzón, entre la década de 1840 y la Revolución de 1868 la actividad musical se centra en los teatros y, con máximo auge, en los cafés y los salones de la aristocracia y de la burguesía. En estos espacios de entretenimiento germinaron muchas veces distintas sociedades musicales, dedicadas a la programación de conciertos.
Las melodías de Álvarez alcanzaron popularidad inmediata y gran reputación, lo que le valió el reconocimiento unánime por parte de los críticos y personalidades importantes de la España de la Restauración.
A penas un año antes de Por nuestra música (1891), Pedrell confesó en un artículo publicado en la revista La Ilustración Musical Hispano-Americana que consideraba las canciones de Álvarez como una especie de oasis en el marasmo de la "basura de salón" del momento, "una chispa de luz entre la niebla del mal gusto". Por su parte, Antonio Peña y Goñi afirmaba en un artículo publicado en la Crónica de la Música (1879) que la obra de Álvarez suponía la antítesis de las "alcantarillas antimusicales de Don Op", en referencia a la obra de Antonio de la Cruz.
Según Francesc Gras i Elies (escritor y poeta catalán), Álvarez compuso más de trescientas canciones, catorce de ellas sobre textos del citado poeta. Sin embargo Joaquim Pena i Costa e Higinio Anglès afirman que fueron solamente unas cien. Se ha catalogado aproximadamente un centenar de obras para voz y piano de este compositor.
También realizó diversas incursiones en el género sacro, entre las cuales cabe destacar su Stabat Mater, compuesto en 1866, y un Ave María.
Otro género importante en su obra fue la composición para piano solo. José Subirá informa que Álvarez era un excelente pianista. Sus obras para piano son esencialmente bailes: polkas, mazurkas y valses de salón.
Según Celsa Alonso, un primer aspecto a tener en cuenta es el protagonismo del piano, que en la obra de Álvarez se convierte en un elemento de primer orden. La musicóloga es de la opinión de que "sus canciones tienen una personalidad definida a título individual, ya que fue capaz de no circunscribirse únicamente a un tipo de sonoridad populista, sino que absorbió igualmente la delicadeza e intimismo de la romanza francesa y el lied alemán".
Cabe destacar las siguientes composiciones:
- Margarita, ópera.
- El médico a palos, adaptación de una obra de Charles Gounod.
- Obertura capricho.
- Los ojos negros, canción de salón. Fue su primera publicación, en la revista La Ilustración Musical Hispano-Americana.
- No volverán, canción de salón (1873), basada en la rima Las golondrinas de Bécquer destacada por Felipe Pedrell.
- La partida, canción de salón, pieza obligada de los recitales de canto hasta la guerra civil en 1936.
- A Granada, canción española, grabada por Francisca Pomar de Maristany en 1929.

## Recepción
Existen diversas reseñas sobre los actos musicales celebrados en el salón de los Álvarez, así como semblanzas del compositor publicadas en revistas musicales decimonónicas. Es a partir de estas informaciones que podemos acceder a aspectos sobre la recepción de su música y su actividad social según la visión de sus contemporáneos, aun sabiendo la parcialidad de estos datos.
Celsa Alonso recoge los nombres de las revistas en las cuales se conocen referencias al compositor. Entre ellas se encuentran: la revista El Artista, publicada en Madrid con periodicidad semanal durante dos años (1866-1868); Crónica de la Música, en la que Antonio Peña y Goñi publicó un artículo sobre Álvarez en 1879; La Revista y Gaceta Musical, también madrileña de periodicidad semanal, igualmente durante dos años (1867-1868); y finalmente La Ilustración Musical Hispano-Americana en la que Pedrell redactó una interesante semblanza (1890). También se publicaron obras suyas en los suplementos musicales de revistas como Àlbum Salón, en la cual consta en la lista de colaboradores musicales. En esta última revista hay también una necrológica anónima, en el número 23 del primero de agosto de 1898.
Habría que situar entre los artículos de especial importancia la necrológica escrita por el Marqués de Altavilla para La Correspondencia de España junto con la semblanza escrita por Pedrell. La semblanza de Pedrell es de interés especial, pues es anterior en un año a la publicación de la que sería posiblemente la obra culmen del nacionalismo musical español y catalán, Por nuestra música (1891), texto en el que Pedrell busca sentar las bases para una composición esencialmente española. En el artículo sobre Álvarez se perciben claros anticipos de su voluntad nacionalista, y se muestra profusamente laudatorio con respecto a las composiciones del compositor zaragozano:

Nos importa, sí, consignar este hecho del cual se desprende que las melodías de Álvarez se han hecho populares, que son buscadas, que el público conoce á su autor, que se cantan, que gustan, que se aplauden, y para que el caso sea más peregrino, esto pasa en España ¡y el autor es español!

Es visible la gran estima que sentía Pedrell no solamente por el compositor, sino por toda su familia y especialmente por su esposa Eulalia Goicoerrotea, a quien describe como:

[...] una de las señoras más distinguidas, modelo de esposas, bella, fuera de toda comparación, reina de todas las fiestas de la aristocracia madrileña, tipo de la mujer de sociedad, que con su amable sonrisa, porte donoso y elegante conversación convertía los salones de su casa en oasis llenos de encantamiento.

También valoró enormemente la labor social y cultural de Álvarez, y no sólo su figura como compositor. Celebró su filantropía y patronazgo a la cultura musical, y dijo que a sus salones asistía una sociedad selecta de gran talento y educación. Llegó a llamar al salón de los Álvarez "sancta sanctorum del arte".
Aparte de la visión particular de Pedrell contamos con breves reseñas, ya bien sobre actuaciones musicales efectuadas en el salón de los Álvarez, o bien de interpretaciones de sus obras. Por ejemplo, en el número 19 de la Revista y Gaceta musical del 11 de mayo de 1868, se menciona que los señores Casella, Amigo y Zabalza dieron un concierto en el coliseo de la Plaza Real, que atrajo a "una concurrencia inmensa". En el concierto se menciona la interpretación de obras de Álvarez:

El Sr. Bonnhee cantó con bastante gracia, para ser francés, dos canciones, escritas con chispa, y en tipo verdaderamente español, por el distinguido aficionado Sr. Álvarez, las cuales merecieron los honores de la repetición.

Existe una reseña más extensa en el número 42 de la revista El Artista, publicada el 15 de abril de 1868, en la que se menciona la interpretación del Stabat Mater de Álvarez en su propia casa:

El viernes de Dolores se cantó en casa de los señores Álvarez un precision [sic.] Stabat Mater, composición del señor don Fermín Álvarez, dueño de la casa, el cual agradó sobremanera, y produjo un grande efecto, no solo por el mérito y la belleza de la obra, que c[o]loca á su autor en un puesto envidiable entre los más reputados compositores, sino también por la perfección con que fue interpretado por los más distinguidos aficionados de la córte [sic.]

Por lo que es visible en sus necrológicas, su muerte fue lamentada profusamente. Se le recordó tanto como compositor, así como programador y promotor. La necrológica publicada en el número 23 del primero de agosto de 1898, en la revista Álbum Salón hace una mención interesante sobre quienes asían a sus reuniones:

Andando el tiempo, las soirées de los señores de Álvarez no tenían rival en Madrid. A aquellas espléndidas fiestas musicales solía acudir todo lo más grande de la Corte, incluso las Infantas y los artistas más reputados del orbe. [...] Los de los señores Álvarez, en la calle Fuencarral, fueron durante muchos años el punto de reunión de la aristocracia de la sangre y del talento; siendo su teatrito particular el más notable de Madrid, después del de Palacio.

El Marqués de Altavilla retrata a Álvarez casi como un redentor de la música de salón en su necrológica escrita para La Correspondencia de España (número del 15 de agosto de 1898) diciendo que:

Aquí [en España] no hay quien cante en los salones, porque realmente no hay qué cantar, si no se hace en francés o en italiano. Los músicos responden que ellos no componen para salón, porque no hay quien cante en ellos; y de este círculo vicioso no hubiésemos salido sin la aplicación y el talento de Álvarez, que probó a los demás compositores que no tenían razón.

Su obra no solamente quedó impresa, sino también grabada en cilindros de cera, la mayoría de ellos custodiados hoy en la Biblioteca Nacional de España y en la Biblioteca de Cataluña